# Kaspar Waser
Kaspar Waser, Caspar ou Gaspar Waser, est un théologien réformé et un orientaliste suisse, né à Zurich le 1er septembre 1565, et mort dans la même ville le 9 septembre 1625.

## Biographie
Kaspar Waser est le fils du chirurgien Hans Waser et de sa femme Margaretha Wirz, fille d'un peintre du pays. Son père est mort alors qu'il n'avait qu'un an.
Sa mère s'est occupée de ses études. Il a étudié des humanités avec Jean Frisius, puis la logique avec Jacob Huldric, la physique avec Georg Cellarius (Georg Keller), le grec avec Gaspar Wolphius (Kaspar Wolf) et la théologie Jean Guillaume Stuckius (Johann Wilhelm Stucki né à Zurich en 1542, mort en 1607,) et Johann Jakob Fries ou Frisius (1546-1611).  Il a continué ses études des langues, des sciences et des mathématiques, et de la théologie dans diverses universités, en 1584-1585 à l'Université d'Altdorf. 
Il était à Heidelberg en 1585 quand Johann Peter Heinzel, sénateur d'Augsbourg qui s'était retiré à Zurich, l'a choisi grâce à la recommandation de Stuckius pour être le précepteur d'un de ses frères qui avait treize ans. Il a effectué entre 1585 et 1593 de vastes voyages d’enseignement, aux Pays-Bas, en Angleterre, en Irlande, en Écosse et en Italie. Après s'être rendu à Zurich, il est en 1585-1586 à l'Académie à Genève, où il a écouté Théodore de Bèze et a appris l'hébreu et le français. Il quitte la ville menacée par la peste et le risque d'être assiégée par le duc de Savoie Charles-Emmanuel Ier. Il se rend ensuite avec son élève, en 1586-1587, à l'Université de Bâle, où il a continué ses études théologiques et a présenté plusieurs thèses. Ils vont en 1590 à Sienne. En 1591, ils sont à Elcow dont Heinzel était le seigneur puis ils vont à Hollande en faisant une tournée en Allemagne. Kaspar Waser passe six mois à l'université de Leyde et continue avec son élève en Angleterre, en Écosse et en Irlande puis retourne en Allemagne. Ils partent d'Augsbourg en novembre 1592 pour faire un voyage en Italie de près d'un an. Il revient à Augsburg pour remettre son élève à ses parents.
Kaspar Waser passe son examen de théologie à Zurich et obtient sa consécration en 1593. Il devient pasteur à Witikon, puis diacre de l'église de Zurich en 1596 et professeur d'hébreu. Vers 1607, à la suite de la mort de Stuckius, Marcus Beumler (1555-1611), professeur de grec lui succède comme professeur de Théologie. Il est alors nommé chanoine de l'église de Zurich et professeur de grec en conservant l'enseignement de l'hébreu. À la mort de Marcus Beumler, en juillet 1611, il est nommé professeur de théologie néo-testamentaire au Collegium Carolinum, collège théologique de Zurich, le 25 novembre.
Après le Sacro Macello, épisode de la guerre dans la Valteline, du 18 au 23 juillet 1620, il a été chargé des comptes concernant les réfugiés arrivant à Zurich. Sur le plan politique, il assure une connexion à Zurich avec l'Union protestante, coalition d'États protestants du Saint-Empire romain germanique, et la république de Venise. Il a plaidé pour l'alliance de la Confédération avec la France. Il a soutenu la participation de Zurich au synode de Dordrecht et a entretenu une correspondance complète avec des érudits et maintenu des contacts informés au sein de l'église.
Il s'est marié le 17 avril 1594 avec Dorothea Simler, fille de Josias Simmler, père de Johann Heinrich Waser (1600-1669) qui a été maire de Zurich et de Johann Caspar Waser (1612-1677), antistès de l'église de Zurich en 1668.

## Publications
- Institutio linguæ Syræ, Leyde, 1594, nouvelle édition avec corrections en 1619 et 1623 sous le titre Grammatica syra, duobus libris methodice explicata. On trouve à la fin l'analyse grammaticale du cantique Magnificat.
- Archetypus grammaticæ hebreæ, Etymologia & syntaxi absolutus, adjecta tractatione de carminibus hebraicis, Bâle, 1601, Francfort, 1625.
- Elementale chaldaicum. Adjectum est somnium chaldaico-latinum  Nabucadnezaris, & analysis ejus grammatica, Heidelberg, 1611.
- Institution arithmetica & quadrato geometrico, Zurich, 1603.
- Leonardi Zubleri novum instrumentum geometricum ad communem geodæsiæ utilitatem ex germanico in latinum translatum a Gaspare Wasero, cum fig., Francfort, 1607.
- De antiquis nummis hebræorum, chaldæorum, & syrorum libri duo, cum figuris nummorum æris incisis, Zurich, 1605.
- De antiquis mensuris hebræorum libri tres ; intersparsis mensuris Ægyptiorum, arabum, syrorum, persarum, græcorum & romanorum, Heidelberg, 1610.
- Melchisedeck, hoc est, analysis psalmi 110 ubi excutitur argumentum pontificiorum de Typo Melchisedeci pro adstruendo missæ sacrificio, Offembach, 1612, Hanovre, 1624.
- De purgatorio, Bâle, 1617.
- De vita & obitu Gaspari Waseri , Oratio historica habita à Jodoco à Kuosen, Zurich, Bâle, 1626. Discours prononcé à Zurich le 2 février 1626.